# فینال جام حذفی فوتبال ایتالیا ۲۰۱۸
فینال جام حذفی فوتبال ایتالیا ۲۰۱۸ هفتاد و یکمین فصل از رقابت‌های کوپا ایتالیا بود. این مسابقه در ۹ مهٔ ۲۰۱۸ بین آ.ث. میلان و یوونتوس در ورزشگاه المپیک رم برگزار شد. در نهایت باشگاه فوتبال یوونتوس با دو گل مهدی بن‌عطیه و تک گل داگلاس کاستا و گل به خودی نیکولا کالینیچ موفق شد، برای چهارمین بار متوالی و سیزدهمین قهرمانی خود را در مجموع در کوپا ایتالیا را به‌دست آورد.